# Henry Joseph Steele

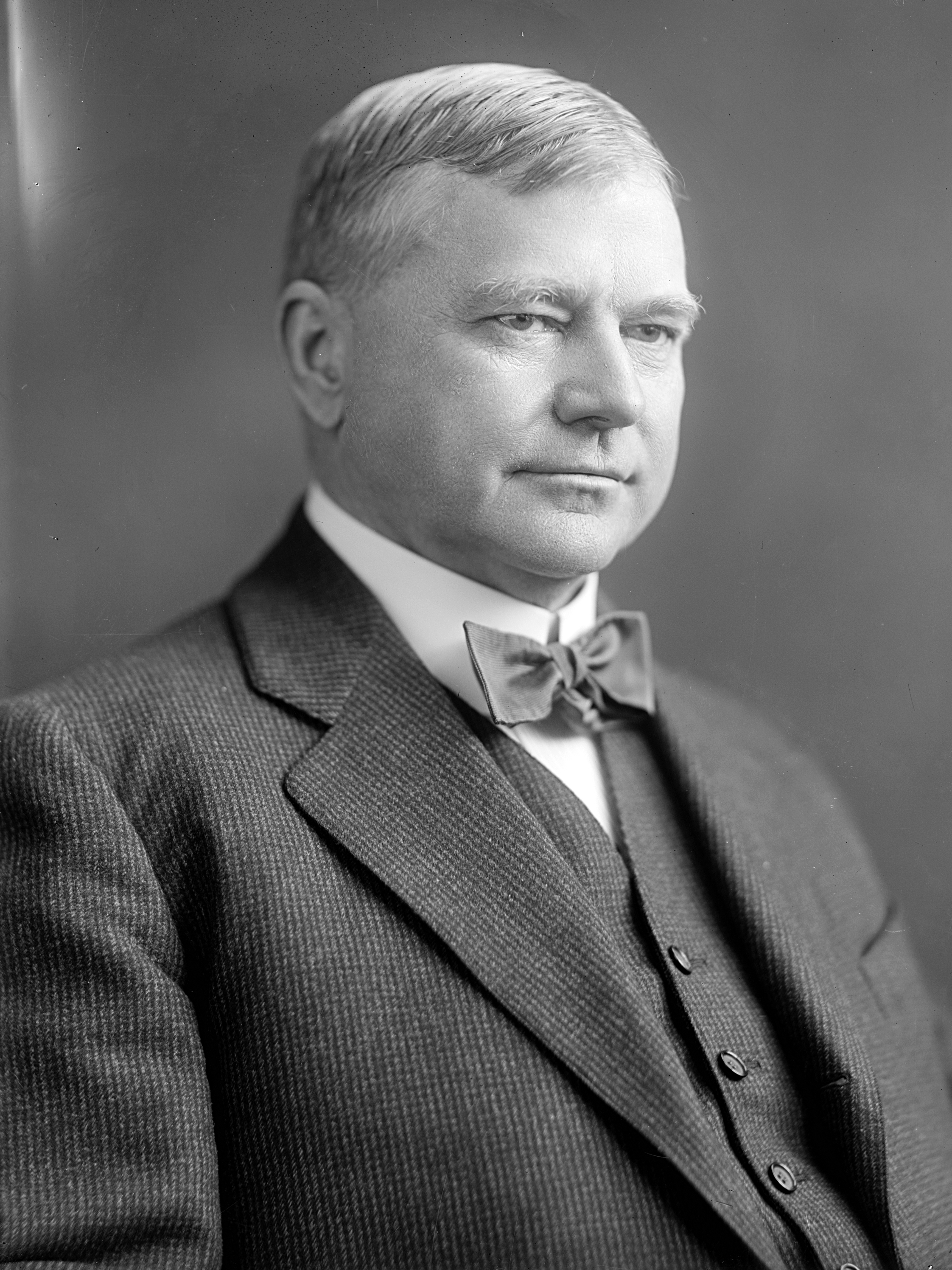
Henry Joseph Steele

Henry Joseph Steele (* 10. Mai 1860 in Easton, Northampton County, Pennsylvania; † 19. März 1933 ebenda) war ein US-amerikanischer Politiker. Zwischen 1915 und 1921 vertrat er den Bundesstaat Pennsylvania im US-Repräsentantenhaus.

## Werdegang
Henry Steele besuchte die öffentlichen Schulen seiner Heimat und danach bis 1875 das Stevens College of Business. Nach einem anschließenden Jurastudium und seiner 1881 erfolgten Zulassung als Rechtsanwalt begann er in Easton in diesem Beruf zu arbeiten. Zwischen 1889 und 1893 gehörte er dem dortigen Bildungsausschuss an. Außerdem war er von 1889 bis 1895 juristischer Vertreter seiner Heimatstadt. Im Jahr 1914 wurde er Präsident der Anwaltskammer von Pennsylvania. Gleichzeitig schlug er als Mitglied der Demokratischen Partei eine politische Laufbahn ein. Im Jahr 1891 nahm er als Delegierter an einem Verfassungskonvent seines Staates teil.
Bei den Kongresswahlen des Jahres 1914 wurde Steele im 26. Wahlbezirk von Pennsylvania in das US-Repräsentantenhaus in Washington, D.C. gewählt, wo er am 4. März 1915 die Nachfolge von Alexander Mitchell Palmer antrat. Nach zwei Wiederwahlen konnte er bis zum 3. März 1921 drei Legislaturperioden im Kongress absolvieren. In seine Zeit im Kongress fiel der Erste Weltkrieg. Außerdem wurden in den Jahren 1919 und 1920 der 18. und der 19. Verfassungszusatz ratifiziert. Dabei ging es um das Verbot des Handels mit alkoholischen Getränken sowie die bundesweite Einführung des Frauenwahlrechts.
Im Jahr 1920 verzichtete Henry Steele auf eine weitere Kongresskandidatur. Nach dem Ende seiner Zeit im US-Repräsentantenhaus praktizierte er wieder als Anwalt. Er wurde auch Direktor bei den Firmen Lehigh Valley Transit Co. und Pennsylvania Motor Co. Ferner war er im Zeitungsgeschäft tätig und Mitglied der Historical Society im Northampton County. Er starb am 19. März 1933 in Easton, wo er auch beigesetzt wurde.